# Epsilon lunaire réfléchi latin
Cette page contient des caractères spéciaux ou non latins. S’ils s’affichent mal (▯, ?, etc.), consultez la page d’aide Unicode.
L’epsilon lunaire réfléchi latin, est une lettre additionnelle utilisée dans la transcription phonétique d’Otto Bremer utilisée en dialectologie allemande à la fin du XIXe siècle et au début du XXe siècle. Il a la forme culbutée d’une variante de l’epsilon, toutes deux dérivées de formes de la lettre grecque epsilon.

## Représentation informatique
L’epsilon lunaire culbuté latin n’a pas été ajouté dans un codage informatique standardisé.
Il peut être représenté par le caractère du symbole grec epsilon lunaire culbuté U+03F6 ϶, ou d’autres caractères similaires comme les caractères de la lettre cyrillique é U+042D Э et U+044D э.
Lorsque l’epsilon lunaire culbuté latin n’est pas distingué sémantiquement de l’epsilon réfléchi, il peut être représenter par les caractères de la lettre latine epsilon réfléchi U+A7AB Ɜ et U+025C ɜ.